# Masacre de Buni Yadi
El 25 de febrero de 2014, 59 estudiantes fueron asesinados en el Colegio Gobierno Federal de Buni Yadi en el estado de Yobe (Nigeria). Todos los estudiantes asesinados eran varones. Los 24 edificios de la escuela también fueron quemados como resultado del ataque. Ningún grupo se atribuyó la responsabilidad del ataque, pero de acuerdo a los medios de comunicación y funcionarios locales, habría sido el grupo islamista Boko Haram el que estuvo detrás del ataque.

## Antecedentes
El Colegio Gobierno Federal es un internado situado en Buni Yadi, una ciudad en el estado de Yobe, Nigeria. La escuela mixta secundaria, tenía 24 edificios en el momento del ataque.
Militantes islámicos han estado en conflicto con el gobierno en el norte de Nigeria desde 2009. Los grupos militantes se han centrado cada vez más en atacar a civiles desde mayo de 2013, cuando el presidente Goodluck Jonathan autorizó a los militares eliminar la resistencia. La violencia ha provocado un aumento de la inestabilidad en Nigeria, el principal productor de petróleo en África. En febrero de 2014, los militantes fueron responsables de 300 muertes, la mayoría entre la población civil. A finales de febrero, el gobierno cerró la frontera entre Nigeria y Camerún, en un intento por evitar  que los militantes lancen ataques en Nigeria y luego huyan a Camerún.
El grupo extremista Boko Haram, cuyo nombre significa "la educación occidental es pecado", ha dirigido en varias ocasiones ataques violentos contra escuelas, institutos y universidades. El grupo ha sido etiquetado oficialmente como una organización terrorista en Nigeria y los Estados Unidos, y grandes recompensas han sido ofrecidas por información que conduzca a la captura de los líderes del grupo. En total, más de 1.000 muertes se han atribuido a Boko Haram desde mayo de 2013. El grupo ha quemado más de 200 escuelas, de acuerdo con cifras oficiales. Abubakar Shekau, presunto líder de Boko Haram, emitió una declaración en vídeo a mediados de febrero de 2014 con la promesa de continuar con la campaña del grupo contra los valores occidentales y amenazó con ampliar el alcance de los ataques.

## Ataques
El 25 de febrero de 2014, los milicianos irrumpieron en el Colegio Gobierno Federal mientras los estudiantes estaban durmiendo. Lanzaron explosivos en los dormitorios, y rociaron las habitaciones con disparos. Según un testigo ocular "los estudiantes estaban tratando de subir por las ventanas y fueron masacrados como ovejas por los terroristas que les cortaron la garganta. Otros que corrieron fueron abatidos a tiros". Los veinticuatro edificios del complejo educativo fueron quemados hasta los cimientos durante el ataque.
Cincuenta y nueve estudiantes, todos varones, fueron asesinados en el ataque. Algunos murieron a causa de disparos o heridas de arma blanca, mientras que otros fueron quemados hasta la muerte. Los sobrevivientes y cuerpos de las víctimas fueron llevados a Sani Abacha al Hospital Especialista en la capital del estado de Damaturu. Un portavoz del hospital dijo que parecía que los militantes habían "evitado" intencionadamente a las alumnas.
Según informes de prensa, el ataque "lleva la marca" de Boko Haram. Los funcionarios locales también atribuyeron el ataque al grupo, pero no se hizo ningún reclamo de responsabilidad.

## Secuelas
El presidente Goodluck Jonathan, calificó el ataque del Colegio Gobierno Federal de "cruel asesinato sin sentido ... por terroristas desquiciados y fanáticos que han perdido claramente toda la moralidad humana y descendido a la bestialidad". Se comprometió a "erradicar definitivamente la lacra del terrorismo". El secretario general de la ONU Ban Ki-moon, condenó el ataque diciendo que "ningún objetivo puede justificar este tipo de violencia", y dijo que estaba "profundamente preocupado por la creciente frecuencia y la brutalidad de los ataques".
Familiares de las víctimas del ataque rodearon la morgue airadamente exigiendo respuestas. El ejército tuvo que tomar el control del edificio para restaurar el orden. El fracaso del gobierno para prevenir el ataque del Colegio Gobierno Federal y otros incidentes similares provocaron la ira popular en el noreste de Nigeria. Los estudiantes de toda la región se negaron a dormir en su internados después del ataque y regresaron a sus hogares con sus familias.

## Causa
De acuerdo con el Gobierno del Estado de Yobe, los soldados que custodiaban un puesto de control cerca del lugar del ataque se habían retirado de sus puestos horas antes del ataque. El gobernador del estado, Ibrahim Gaidam culpó de la retirada al ataque y dijo que el Ejército no había protegido a los estudiantes. Un portavoz militar nacional, sin embargo, dijo que el puesto de control había sido desmantelado antes como parte de una operación de la Fuerza Especial Conjunta. Dijo que las líneas telefónicas eran malas, posiblemente cortadas por los atacantes, lo que había impedido a los militares escuchar sobre el ataque durante ese tiempo como para responder.